# Jean-Pierre Jarier
Jean-Pierre Jacques Jarier (Charenton-le-Pont, 10 de julio de 1946) es un expiloto francés de automovilismo. Comenzó su carrera en Fórmula Francia y Fórmula 3 Francesa en finales de los 60. Llegó a Fórmula 2 Europea en 1971, dominando el campeonato de 1973 en un bólido March con un motor BMW, rompiendo el largo dominio de los motores Ford. Al mismo tiempo comenzó a pilotar para March en Fórmula 1.
En este campeonato logró tres podios y un total de 31,5 puntos. En total, participó en 143 Grandes Premios con March, Shadow, ATS, Ligier, Lotus, Tyrrell, Osella. Corrió en múltiples ocasiones en las 24 Horas de Le Mans, principalmente con Porsche, terminando segundo en 1977 junto a Vern Schuppan. Se retiró de Fórmula 1 en 1983 pero continuó participando en las competencias de turismos.
En el cine participó en la película Ronin, con Robert De Niro y Jean Reno, como coordinador y piloto de las persecuciones que allí se suceden, como así en Taxi de 1998.

## Resultados

### Fórmula 1
(Clave) (negrita indica pole position) (cursiva indica vuelta rápida)

| Año     | Escudería                  | 1       | 2       | 3       | 4       | 5       | 6       | 7       | 8       | 9       | 10      | 11      | 12      | 13      | 14      | 15      | 16      | 17      | Pos. | Puntos |
| ------- | -------------------------- | ------- | ------- | ------- | ------- | ------- | ------- | ------- | ------- | ------- | ------- | ------- | ------- | ------- | ------- | ------- | ------- | ------- | ---- | ------ |
| 1971    | Shell Arnold Team          | RSA     | ESP     | MON     | NED     | FRA DNP | GBR     | GER     | AUT     | ITA NC  | CAN     | USA     |         |         |         |         |         |         | NC   | 0      |
| 1973    | STP March Racing Team      | ARG Ret | BRA Ret | RSA NC  | ESP     | BEL Ret | MON Ret | SWE Ret | FRA Ret | GBR     | NED     | GER DNP | AUT Ret | ITA DNP |         |         |         |         | NC   | 0      |
| 1973    | March Racing Team          |         |         |         |         |         |         |         |         |         |         |         |         |         | CAN NC  | USA 11  |         |         | NC   | 0      |
| 1974    | UOP Shadow Racing Team     | ARG Ret | BRA Ret | RSA DNP | ESP Ret | BEL 13  | MON 3   | SWE 5   | NED Ret | FRA 12  | GBR Ret | GER 8   | AUT 8   | ITA Ret | CAN Ret | USA 10  |         |         | 14.º | 6      |
| 1975    | UOP Shadow Racing Team     | ARG DNS | BRA Ret | RSA Ret | ESP 4   | MON Ret | BEL Ret | SWE Ret | NED Ret | FRA 8   | GBR 14  | GER Ret | AUT Ret | ITA Ret | USA Ret |         |         |         | 18.º | 1.5    |
| 1976    | Shadow Racing Team         | BRA Ret | RSA Ret | USW 7   | ESP Ret | BEL 9   | MON 8   | SWE 12  | FRA 12  | GBR 9   |         |         | NED 10  | ITA 19  | CAN 18  | USA 10  | JPN 10  |         | NC   | 0      |
| 1976    | Shadow Racing with Tabatip |         |         |         |         |         |         |         |         |         | GER 11  | AUT Ret |         |         |         |         |         |         | NC   | 0      |
| 1977    | ATS Racing Team            | ARG     | BRA     | RSA     | USW 6   | ESP DNQ | MON 11  | BEL 11  | SWE 8   | FRA Ret | GBR 9   | GER Ret | AUT 14  | NED Ret | ITA Ret |         |         |         | 19.º | 1      |
| 1977    | Shadow Racing Team         |         |         |         |         |         |         |         |         |         |         |         |         |         |         | USA 9   | CAN     |         | 19.º | 1      |
| 1977    | Ligier Gitanes             |         |         |         |         |         |         |         |         |         |         |         |         |         |         |         |         | JPN Ret | 19.º | 1      |
| 1978    | ATS Racing Team            | ARG 12  | BRA DNS | RSA 8   | USW 11  | MON DNQ | BEL     | ESP     | SWE     | FRA     | GBR     | GER DNQ | AUT     | NED     | ITA     |         |         |         | NC   | 0      |
| 1978    | John Player Team Lotus     |         |         |         |         |         |         |         |         |         |         |         |         |         |         | USA 15  | CAN Ret |         | NC   | 0      |
| 1979    | Team Tyrrell               | ARG Ret | BRA Ret | RSA 3   | USW 6   | ESP 5   |         |         |         |         |         |         |         |         |         |         |         |         | 11.º | 14     |
| 1979    | Candy Team Tyrrell         |         |         |         |         |         | BEL 11  | MON Ret | FRA 5   | GBR 3   | GER     | AUT     | NED Ret | ITA 6   | CAN Ret | USA Ret |         |         | 11.º | 14     |
| 1980    | Candy Team Tyrrell         | ARG Ret | BRA 12  | RSA 7   | USW Ret | BEL 5   | MON Ret | FRA Ret | GBR 5   | GER 15  | AUT Ret | NED 5   | ITA 13  | CAN 7   | USA NC  |         |         |         | 13.º | 6      |
| 1981    | Equipe Talbot Gitanes      | USW Ret | BRA 7   | ARG     | SMR     | BEL     | MON     | ESP     | FRA     |         |         |         |         |         |         |         |         |         | NC   | 0      |
| 1981    | Osella Squadra Corse       |         |         |         |         |         |         |         |         | GBR 8   | GER 8   | AUT 10  | NED Ret | ITA 9   | CAN Ret | LVG Ret |         |         | NC   | 0      |
| 1982    | Osella Squadra Corse       | RSA Ret | BRA 9   | USW Ret | SMR 4   | BEL Ret | MON DNQ | USE Ret | CAN Ret | NED 14  | GBR Ret | FRA Ret | GER Ret | AUT DNQ | SUI Ret | ITA Ret | CPL DNS |         | 20.º | 3      |
| 1983    | Equipe Ligier Gitanes      | BRA Ret | USW Ret | FRA 9   | SMR Ret | MON Ret | BEL Ret | USE Ret | CAN Ret | GBR 10  | GER 8   | AUT 7   | NED Ret | ITA 9   | EUR Ret | RSA 10  |         |         | NC   | 0      |
| Fuente: |                            |         |         |         |         |         |         |         |         |         |         |         |         |         |         |         |         |         |      |        |